# آر. س. وليامز
آر. س. وليامز (بالإنجليزية: R. C. Williams)‏ هو عالم وبائيات ‏ أمريكي، ولد في 24 يوليو 1888 في مقاطعة روسيل في الولايات المتحدة، وتوفي في 29 ديسمبر 1984 في ألباكركي في الولايات المتحدة.